# 宗座監牧
宗座監牧（拉丁語：Praefectura Apostolica）是天主教會的一個職務，某些地区因特殊环境或教友稀少而尚未成立教区，聖座因而在這些地方設置「宗座監牧區」（拉丁語：Praefectura Apostolicus），委託宗座監牧以教宗名义治理之，通常由神父担任。宗座監牧區可能因整體的發展，升格為「宗座代牧區」，之後有可能再進一步發展成正式教區。
宗座監牧一職最早於19世紀出現，大多在西方國家以外天主教的未發達的地區。截至2006年，全球有45個宗座監牧區，大多數位在中國大陸。